# Sezona Velikih nagrad 1937
Sezona Velikih nagrad 1937 je bila peta sezona Evropskega avtomobilističnega prvenstva.

## Poročilo
To je bilo zadnje leto pravil z maksimalno dovoljeno težo dirkalnikov 750 kg, zato sta Mercedes-Benz in Auto Union svojim vsem dirkačem omogočala bolj ali manj enakovredne pogoje. Tako Bernd Rosemeyer, kot tudi Rudolf Caracciola sta v sezoni osvojila po štiri zmage, toda Caracciola je tri od njih dosegel na prvenstvenih dirkah, Rosemeyer pa je na prvenstvenih dirkah osvojil le dve tretji mesti, tako da je naslov evropskega prvaka osvojil Caracciola. 
Leta 1937 je razvoj Grand Prix dirkalnikov dosegel vrh. Novi Mercedesov dirkalnik Mercedes-Benz W125, ki je lahko razvil moč 575 KM, je bil najmočnejši Grand Prix dirkalnik vse do osemdesetih let in pričetka turbo ere v Formule 1. 
Medtem ko je nemška nacistična vlada podpirala nemški moštvi s subvencijami in vojaškimi pogodbami, so francoski birokrati v posebej za to ustanovljenem komiteju odločali, kako bi porabili milijon in pol frankov, ki so se zbirali za podporo francoskemu dirkanju od leta 1934 z vse dražjimi dirkaškimi licencami in davki. Odločili so se, da bodo dali 1 milijon frankov francoskemu konstruktorju, ki bo izdelal dirkalnik po pravilih za sezono 1938, ki bo prevozil 200 km na dirkališču Autodrome de Linas-Montlhéry s povprečno hitrostjo čim večjo od 146,5 km/h do 1. septembra 1937.

### RazredGrand Prix
Mercedes-Benz
Če je bila predhodna sezona 1936 za moštvo katastrofalna, pa je v sezoni 1937 moštvu šlo kot po maslu vse od začetka. Novi dirkalnik Mercedes-Benz W125 z novim 5,7 litrskim V8 motorjem s 575 KM, ki je vključeval rezultate obsežnih testiranj Uhlenhautovega novega dirkaškega oddelka, se je izkazal za zmagovalnega. Športni direktor Alfred Neubauer se je po več letih nesoglasij odpovedal Luigiju Fagioliju, ki je prestopil v Auto Union, Louis Chiron pa se je upokojil kot dirkač. Nova dirkaška naveza je tako bila: Rudolf Caracciola, Manfred von Brauchitsch in Hermann Lang kot glavni dirkači, Richard Seaman in Christian Kautz kot mlada dirkača ter Goffredo Zehender kot rezervni dirkač. 
Auto Union
Moštvo je uporabljalo še vedno svoj lanski zmagovalni 6 litrski dirkalnik Auto Union Typ C z nekaj manjšimi izboljšavami. Odpustili do Achilla Varzija, v moštvo pa so želeli pripeljati Langa, ki je ostal pri Mercedesu. Zato so se odločili za Luigija Fagiolija, ki je zapustil Mercedes zaradi moštvenih ukazov, toda večji del težave ni mogel dirkati zaradi revme. Glavni dirkači so tako bili Bernd Rosemeyer, Hans Stuck ini Fagioli, mlada dirkača Ernst von Delius in Rudolf Hasse, rezervni dirkač pa Hermann Paul Müller. V drugem delu sezone se je Varzi za dve dirki vrnil v moštvo, le eno dirko pa je odpeljal Tazio Nuvolari. 
Alfa Romeo
Scuderia Ferrari je bilo še vedno tovarniško dirkaško moštvo Alfe. Pred začetkom sezone so se pojavljale govorice o italijanskem sanjskem dirkaškem moštvu z Nuvolarijem, Varzijem in Fagiolijem. Na konco pa je dirkaška zasedba ostala enaka lanski, glavni dirkači so ostali Tazio Nuvolari, Giuseppe Farina in Antonio Brivio, kot rezervni ali občasni dirkači pa so se menjavali Carlo Pintacuda, Clemente Biondetti, Mario Tadini, Francesco Severi, Eugenio Siena, Carlo Felice Trossi in Raymond Sommer. René Dreyfus je Ferrari zapustil in prestopil v Maserati, kjer se je udeleževal dirk razreda Voiturette. 
Ferrari je še vedno dirkal s svojimi 4,1 litrskimi 12-cilindričnimi dirkalniki 12C-36, toda dirkalniki so bili popolnoma nekonkurenčni obema nemškima moštvoma, zato je Vittorio Jano izdelal novo nižjo šasijo za 4,5 litrski motor, 12C-37. S temi dirkalniki ni nastopal Ferrari, ampak lastno Alfino moštvo, Alfa Corse avgusta, toda dirkalniki niso bili uspešni, Jano pa je bil odpuščen, ker šasija ni bila dovolj trdna za dirkanje. Več dirkačev privatnikov je dirkalno z dirkalniki Alfa Romeo, tudi Sommer in Hans Rüesch.
Maserati
Maserati ni sodeloval na dirkah v sezoni 1937, saj so čakali na nova pravila s 3 litrskimi motorji v sezoni 1938. Je pa z Maseratiji dirkalo več privatnikov, tudi László Hartmann, Paul Pietsch in Luigi Soffietti, ki so nastopali z dirkalnikoma V8RI in starejšim 6C-34.

### RazredVoiturette
Maserati
Maserati se je dirk ponovno udeleževal s svojim tovarniškim moštvom, za katerega so dirkali tudi Omobono Tenni, Ettore Bianco, Carlo Felice Trossi in René Dreyfus. Drugo Maseratijevo moštvo je bilo Scuderia Ambrosiana, za katero so dirkali Giovanni Lurani, Luigi Villoresi in Eugenio Mimotti. Maserati je še vedno nastopal s popularnimi dirkalniki 6CM, izdelali pa so tudi štiri dirkalnike 4CM, ki so omogočali hitrejši pospešek pri pospeševanju iz počasnih ovinkov. 
ERA
Da bi se lahko kosali z Maseratijevimi dirkači, so najeli Porsche za izdelavo novega neodvisnega prednjega vzmetenja. Dirkalniki ERA C so bili opremljeni s hidravličnimi zavorami, zanesljivejšim motorjem in več ostalimi izboljšavami. Dirkači tovarniškega moštva so bili Raymond Mays, Pat Fairfield in kasneje v sezoni Arthur Dobson, več dirkačev privatnikovm pa je dirkalo s starejšim dirkalnikom ERA B.
Princ Bira
Birino privatno moštvo White Mouse je odkupilo zmagoviti dirkalnik predhodne sezone Delage 155B od Richarda Seamana. Nadgradili so ga z novo šasijo in neodvisnim vzmetenjem, toda dirkalnik ni upravičil visokih pričakovanj moštva, saj se je izkazal za popolnoma nekonkurenčnega, 

## Dirkači in moštva
| Konstruktor   | Moštvo           | Šasija       | Motor                          | Glavni dirkači          | Mladi dirkači                            | Nadomestni dirkači                  |
| ------------- | ---------------- | ------------ | ------------------------------ | ----------------------- | ---------------------------------------- | ----------------------------------- |
| Mercedes-Benz | Mercedes-Benz    | W125         | 5660 cm³ V8 superkompresorski  | Rudolf Caracciola       | Richard Seaman Christian Kautz           | Goffredo Zehender                   |
| Mercedes-Benz | Mercedes-Benz    | W125         | 5660 cm³ V8 superkompresorski  | Manfred von Brauchitsch | Richard Seaman Christian Kautz           | Goffredo Zehender                   |
| Mercedes-Benz | Mercedes-Benz    | W125         | 5660 cm³ V8 superkompresorski  | Hermann Lang            | Richard Seaman Christian Kautz           | Goffredo Zehender                   |
| Auto Union    | Auto Union       | Typ C        | 6006 cm³ V16 superkompresorski | Bernd Rosemeyer         | Ernst von Delius Rudolf Hasse            | Hermann Paul Müller                 |
| Auto Union    | Auto Union       | Typ C        | 6006 cm³ V16 superkompresorski | Hans Stuck              | Ernst von Delius Rudolf Hasse            | Hermann Paul Müller                 |
| Auto Union    | Auto Union       | Typ C        | 6006 cm³ V16 superkompresorski | Luigi Fagioli           | Ernst von Delius Rudolf Hasse            | Hermann Paul Müller                 |
| Alfa Romeo    | Scuderia Ferrari | 8C-35 12C-37 | 4064 cm³ V12 superkompresorski | Tazio Nuvolari          | Carlo Maria Pintacuda Clemente Biondetti | Mario Tadini Luigi Francesco Severi |
| Alfa Romeo    | Scuderia Ferrari | 8C-35 12C-37 | 4064 cm³ V12 superkompresorski | Giuseppe Farina         | Carlo Maria Pintacuda Clemente Biondetti | Mario Tadini Luigi Francesco Severi |
| Alfa Romeo    | Scuderia Ferrari | 8C-35 12C-37 | 4064 cm³ V12 superkompresorski | Antonio Brivio          | Carlo Maria Pintacuda Clemente Biondetti | Mario Tadini Luigi Francesco Severi |

## Velike nagrade

### Prvenstvene dirke
| Št | Velika nagrada         | Dirkališče        | Datum         | Zmag. dirkač            | Zmag. moštvo  | Poročilo |
| -- | ---------------------- | ----------------- | ------------- | ----------------------- | ------------- | -------- |
| 1  | Velika nagrada Belgije | Spa-Francorchamps | 11. julij     | Rudolf Hasse            | Auto Union    | Poročilo |
| 2  | Velika nagrada Nemčije | Nürburgring       | 25. julij     | Rudolf Caracciola       | Mercedes-Benz | Poročilo |
| 3  | Velika nagrada Monaka  | Monaco            | 8. avgust     | Manfred von Brauchitsch | Mercedes-Benz | Poročilo |
| 4  | Velika nagrada Švice   | Bremgarten        | 22. avgust    | Rudolf Caracciola       | Mercedes-Benz | Poročilo |
| 5  | Velika nagrada Italije | Monza             | 12. september | Rudolf Caracciola       | Mercedes-Benz | Poročilo |

### Pomembnejše neprvenstvene dirke
| Velika nagrada                | Dirkališče      | Datum         | Zmag. dirkač          | Zmag. moštvo  | Poročilo |
| ----------------------------- | --------------- | ------------- | --------------------- | ------------- | -------- |
| Velika nagrada Valentina      | Parco Valentino | 18. april     | Antonio Brivio        | Alfa Romeo    | Poročilo |
| Velika nagrada Neaplja        | Posillipo       | 25. april     | Giuseppe Farina       | Alfa Romeo    | Poročilo |
| Campbell Trophy               | Brooklands      | 1. maj        | Princ Bira            | Delage        | Poročilo |
| Velika nagrada Tripolija      | Mellaha         | 9. maj        | Hermann Lang          | Mercedes-Benz | Poročilo |
| Eläintarhanajot               | Eläintarharata  | 9. maj        | Hans Rüesch           | Alfa Romeo    | Poročilo |
| Velika nagrada Frontieresa    | Chimay          | 16. maj       | Hans Rüesch           | Alfa Romeo    | Poročilo |
| Avusrennen                    | AVUS            | 30. maj       | Hermann Lang          | Mercedes-Benz | Poročilo |
| Velika nagrada Superbe        | Genova          | 30. maj       | Carlo Felice Trossi   | Alfa Romeo    | Poročilo |
| Velika nagrada Bukarešte      | Bukarešta       | 30. maj       | Hans Rüesch           | Alfa Romeo    | Poročilo |
| Velika nagrada Ria de Janeira | Gávea           | 6. junij      | Carlo Maria Pintacuda | Alfa Romeo    | Poročilo |
| Eifelrennen                   | Nürburgring     | 13. junij     | Bernd Rosemeyer       | Auto Union    | Poročilo |
| Velika nagrada Milana         | Milano          | 20. junij     | Tazio Nuvolari        | Alfa Romeo    | Poročilo |
| Vanderbilt Cup                | Roosevelt Field | 5. julij      | Bernd Rosemeyer       | Auto Union    | Poročilo |
| Velika nagrada Vila Reala     | Vila Real       | 25. julij     | Vasco do Sameiro      | Alfa Romeo    | Poročilo |
| Coppa Acerbo                  | Pescara         | 15. avgust    | Bernd Rosemeyer       | Auto Union    | Poročilo |
| Velika nagrada Estorila       | Estoril         | 15. avgust    | Manuel de Oliveira    | Ford          | Poročilo |
| Junior Car Club 200 mile race | Donington Park  | 28. avgust    | Arthur Dobson         | ERA           | Poročilo |
| Velika nagrada Masaryka       | Brno            | 26. september | Rudolf Caracciola     | Mercedes-Benz | Poročilo |
| Velika nagrada Doningtona     | Donington Park  | 2. oktober    | Bernd Rosemeyer       | Auto Union    | Poročilo |
| Mountain Championship         | Brooklands      | 16. oktober   | Hans Rüesch           | Alfa Romeo    | Poročilo |
| Kalastajatorpanajo            | Helsinki        | 31. oktober   | Karl Ebb              | Mercedes-Benz | Poročilo |

## Dirkaško prvenstvo
| Poz | Dirkač                  | BEL | NEM | MON | ŠVI | Italija | Toč |
| --- | ----------------------- | --- | --- | --- | --- | ------- | --- |
| 1   | Rudolf Caracciola       |     | 1   | 2   | 1   | 1       | 13  |
| 2   | Manfred von Brauchitsch | Ret | 2   | 1   | 3   | Ret     | 15  |
| 3   | Hermann Lang            | 3   | 7   |     | 2   | 2       | 19  |
| =   | Christian Kautz         | 4   | 6   | 3   | 6   | Ret     | 19  |
| 5   | Hans Stuck              | 2   | Ret | 4   | 4   | 9       | 20  |
| 6   | Raymond Sommer          | 5   | Ret | 7   | 8   |         | 27  |
| 7   | Rudolf Hasse            | 1   | 5   | Ret |     |         | 28  |
| =   | Bernd Rosemeyer         |     | 3   | Ret | Ret | 3       | 28  |
| =   | Tazio Nuvolari          |     | 4   |     | 5   | 7       | 28  |
| =   | Giuseppe Farina         |     | Ret | 6   | Ret | Ret     | 28  |
| 11  | László Hartmann         |     | Ret | Ret | 9   |         | 29  |
| 12  | Hans Rüesch             |     | 8   | 8   | Ret |         | 31  |
| 13  | Vittorio Belmondo       |     | 12  |     |     | 10      | 32  |
| 14  | Hermann Paul Müller     | Ret | Ret |     |     | 5       | 33  |
| 15  | Richard Seaman          |     | Ret |     |     | 4       | 34  |
| =   | Clemente Biondetti      |     |     | Ret |     | Ret     | 34  |
| 17  | Luigi Soffietti         |     | Ret | Ret |     |         | 35  |
| =   | Carlo Felice Trossi     | Ret |     |     |     | 8       | 35  |
| =   | Paul Pietsch            |     | Ret |     | 10  |         | 35  |
| 20  | Kenneth Evans           |     | 9   |     |     |         | 36  |
| =   | Ernõ Festetics          |     | 10  |     |     |         | 36  |
| =   | Attilio Marinoni        |     | 11  |     |     |         | 36  |
| =   | Giovanni Minozzi        |     | Ret |     | Ret |         | 36  |
| =   | Goffredo Zehender       |     |     | 5   |     |         | 36  |
| =   | Carlo Maria Pintacuda   |     |     | 9   |     |         | 36  |
| =   | Luigi Fagioli           |     |     |     | 7   |         | 36  |
| =   | Achille Varzi           |     |     |     |     | 6       | 36  |
| 28  | Henri Simonet           |     |     |     | Ret |         | 37  |
| =   | Adolfo Mandirola        |     |     |     | Ret |         | 37  |
| 30  | Franco Cortese          |     | Ret |     |     |         | 38  |
| =   | Ernst von Delius        |     | Ret |     |     |         | 38  |
| =   | Giovanbattista Guidotti |     |     |     |     | Ret     | 38  |
| 33  | Francesco Severi        |     | Ret |     |     |         | 39  |
| =   | Renato Balestrero       |     | Ret |     |     |         | 39  |
| =   | Edoardo Teagno          |     | Ret |     |     |         | 39  |
| =   | Antonio Brivio          |     |     | Ret |     |         | 39  |
| =   | Max Christen            |     |     |     | Ret |         | 39  |
| Poz | Dirkač                  | BEL | NEM | MON | ŠVI | Italija | Toč |

| Barva     | Rezultat                    | Točke |
| --------- | --------------------------- | ----- |
| Zlata     | Zmagovalec                  | 1     |
| Srebrna   | Drugi                       | 2     |
| Bronasta  | Tretji                      | 3     |
| Zelena    | Prevozil več kot 75% dirke  | 4     |
| Modra     | Prevozil med 50% in 75%     | 5     |
| Vijolična | Prevozil med 25% in 50%     | 6     |
| Rdeča     | Prevozil manj kot 25% dirke | 7     |
| Črna      | Diskvalificiran             | 8     |
| Prazna    | Ni dirkal (DNP)             | 8     |